# Tsai Ming-kai
Tsai Ming-kai (* 6. April 1950) ist ein taiwanischer Manager. Er leitet das Unternehmen MediaTek.

## Leben
Er erwarb einen Bachelor in Ingenieurwesen an der Nationaluniversität Taiwan und einen Master of Science in Ingenieurwesen an der University of Cincinnati.
Im Jahr 2018 wurde Tsai vom Harvard Business Review in die Liste The Best-Performing CEOs in the World 2018 aufgenommen. Für 2024 wurde ihm die Robert N. Noyce Medal zugesprochen.
Tsai ist verheiratet und hat zwei Kinder.